# San Colombano Belmonte
San Colombano Belmonte – miejscowość i gmina we Włoszech, w regionie Piemont, w prowincji Turyn.
Według danych na rok 2004 gminę zamieszkiwało 361 osób, 120,3 os./km².